# Montage Panama (artillerie)

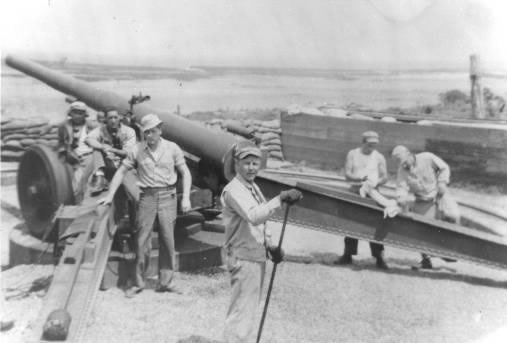
Canon de 155 mm M1918 en position sur un Panama Mount (Sagamore Hill, Massachusetts, États-Unis).

Le terme Montage Panama (ou Panama mount en anglais) décrit un type d'encuvement d'artillerie créé par l'United States Army dans les années 1920, pour ses batteries d'artilleries côtières situées le long du canal de Panama, puis repris par la suite durant la Seconde Guerre mondiale.

## Principe de fonctionnement
Le montage consistait en un assemblage de rails en acier circulaires formant un quart, un demi ou un cercle complet de 18 pieds de rayon (5,47 m) autour d'une colonne centrale en béton. Ce pivot, d'un diamètre de 10 pieds ( 3 mètres) servait de support au canon et à son affut. Afin d'assurer un certain alignement et de garantir la stabilité de l'ensemble, la colonne centrale était reliée au cercle externe par des poutrelles en béton armé.
L'avantage de ce type d'emplacement d'artillerie est de transformer un canon de campagne en batterie fixe pouvant être pointée facilement en azimut. Dans les premiers temps, la traverse de la pièce était accomplie par plusieurs servants munis de leviers pour déplacer les flèches de l'affut le long de l'anneau acier. Dans les dernières version de ce montage, une série de galets en fer guidés dans l'anneau assurent une rotation aisée du canon.
Le canon français de 155 mm GPF (pour Grande Puissance Filloux), désigné 155 mm Gun M1917 ou M1918 au sein de l'US Army, fut très souvent utilisé sur des montages type "Panama". Il s'agit d'ailleurs de la pièce d'artillerie principale en dotation des unités du United States Army Coast Artillery Corps entre 1920 et 1945.
Durant la Seconde Guerre mondiale, les montages Panama furent utilisés pour réarmer six Harbor Defense Command, soit 11 forts, (unité faisant partie de l'US Army Coast Artillery Corps assurant la défense des ports/voies maritimes stratégiques), qui avaient été désactivés à la fin des années 1920, ainsi que pour améliorer les défenses des ports existants aux États-Unis et à l'étranger (Terre-Neuve, Australie, Porto Rico etc.) .
Le terme "Panama mount" est souvent incorrectement utilisé pour décrire des montages d'artillerie similaires ou présentant des objectifs semblables, tels que les canons de marine montés sur affût pivot, en barbette ou à disparition par exemple.

## Emplacements survivants
Un grand nombre d'encuvements de ce type sont encore visibles de nos jours, sur les anciens forts de défense côtières du territoire américain (Californie, Floride, Alaska…) et à l'étranger (Panama, Porto Rico…) malheureusement la plupart du temps le canon n'est plus en place.

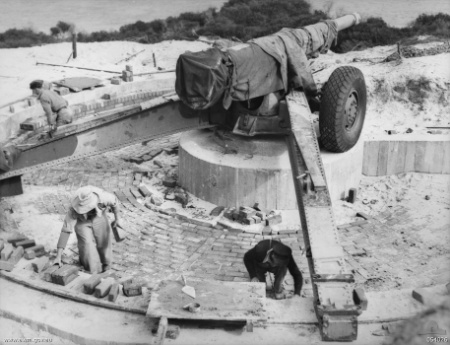
Panama mount de la batterie J de 155 mm de Garden Island (Australie-Occidentale) (1943).
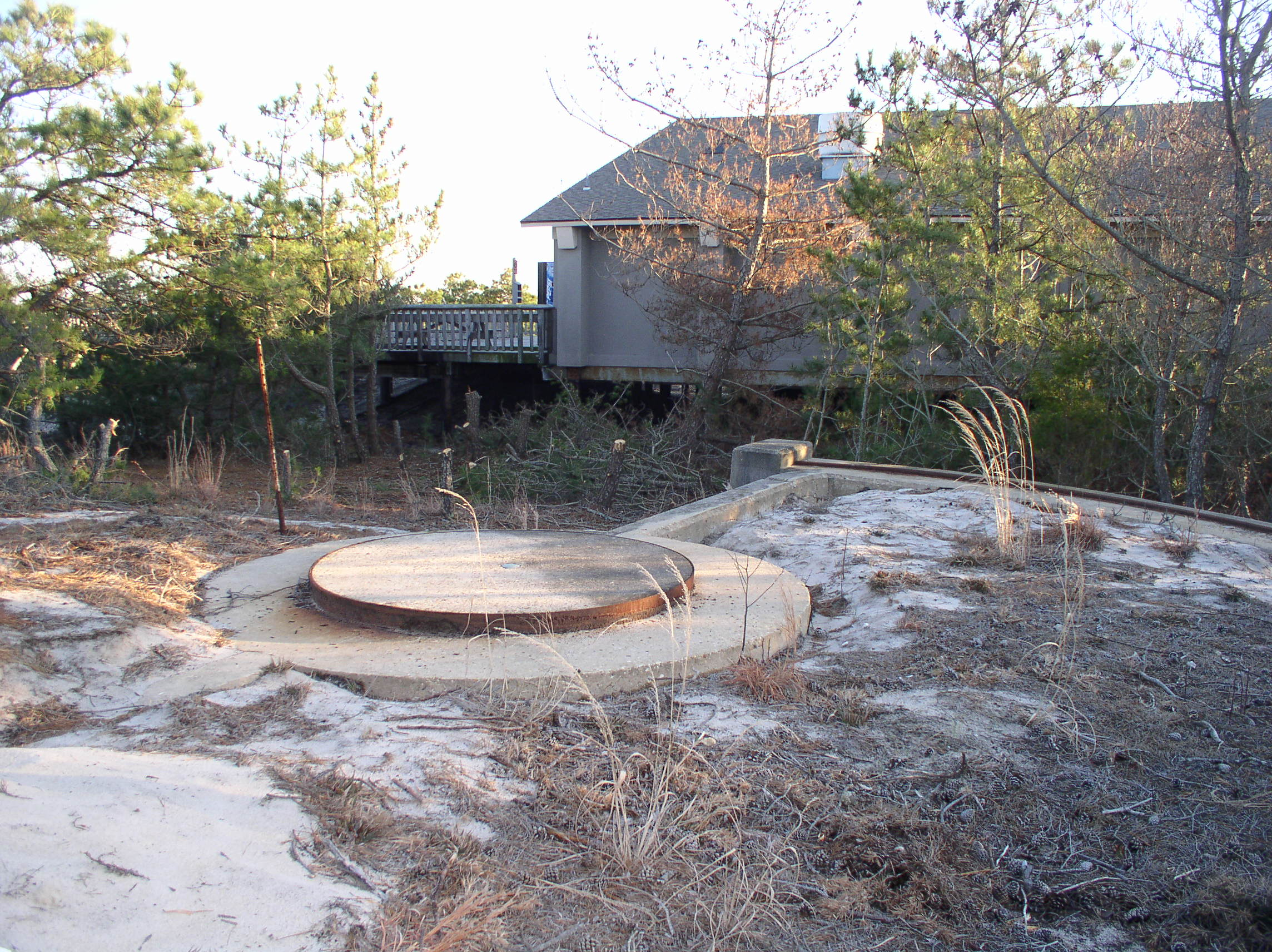
Battery 22 du Fort Miles (maintenant Cape Henlopen State Park) dans le Delaware.
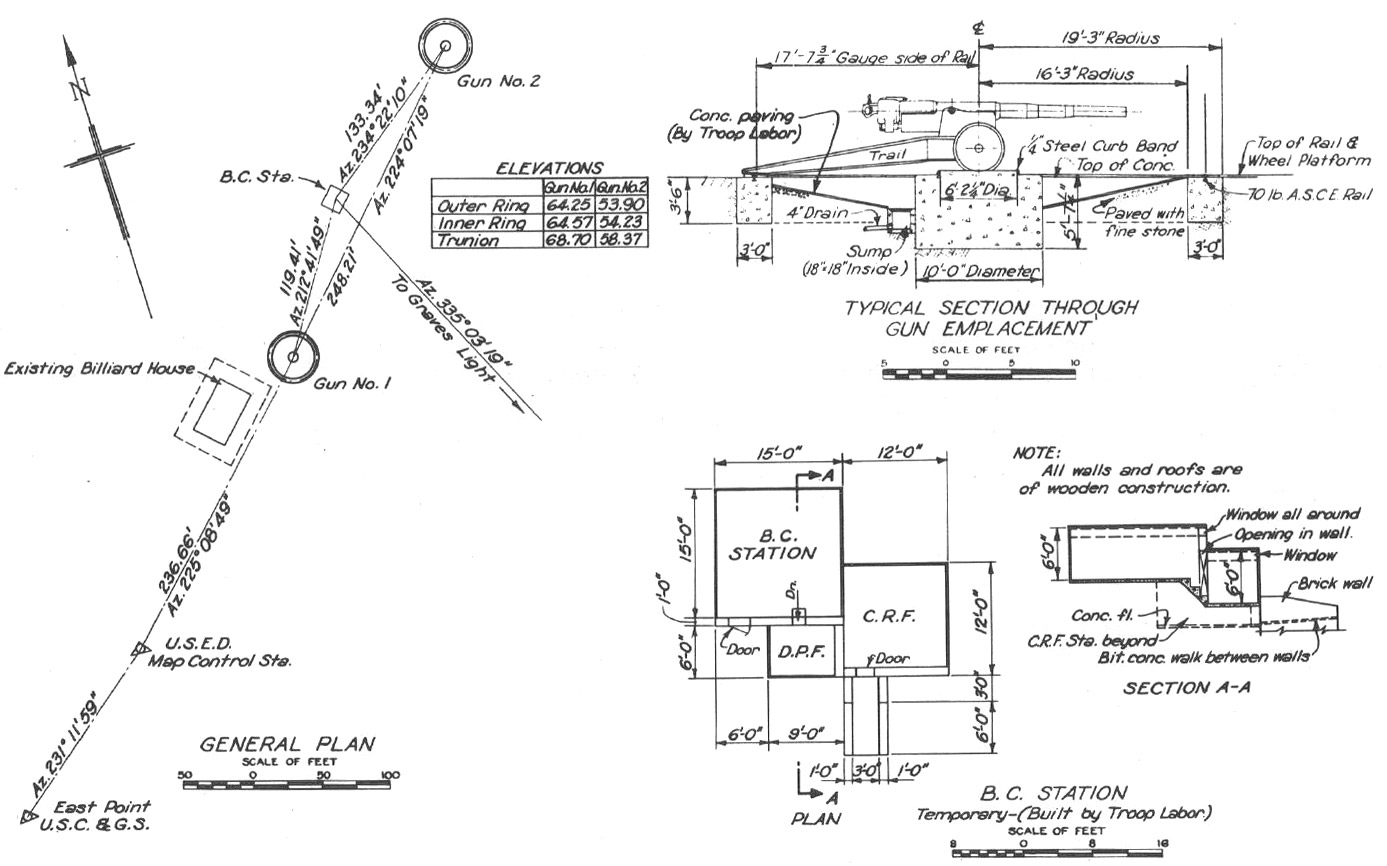
Schéma d'installation typique d'un montage Panama.